# Рузевич Микола Іванович
Мико́ла Іва́нович Рузе́вич — старший лейтенант Збройних сил України.

## Життєпис
2011 року брав участь у чемпіонаті КМО ФСТ «Динамо» з гирьового спорту серед КФК правоохоронних органів міста Києва, вагова категорія понад 90 кг.
У липні 2014 року здійснював управління взводом у ході бою за Ізварине. Рузевич прийняв бій з великою кількістю сепаратистів, у ході якого не втрачено жодного військовослужбовця та відбито напад.

## Нагороди
15 липня 2014 року — за особисту мужність і героїзм, виявлені у захисті державного суверенітету та територіальної цілісності України, вірність військовій присязі під час російсько-української війни, відзначений — нагороджений орденом Богдана Хмельницького III ступеня.